# Abel Barrera Hernández

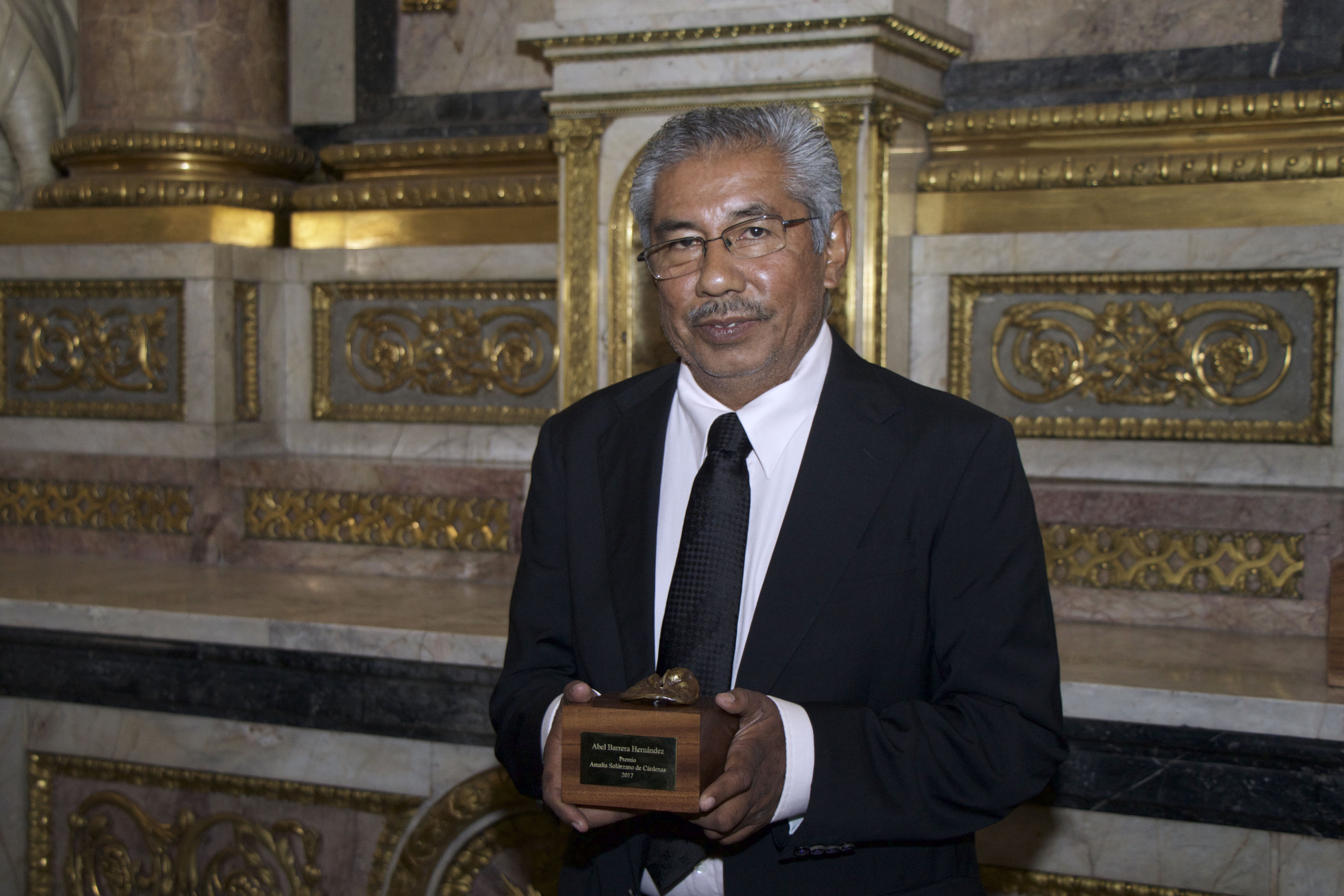
Abel Barrera Hernández

Abel Barrera Hernández (* 10. April 1960 in Tlapa de Comonfort, Bundesstaat Guerrero, Mexiko) ist ein mexikanischer Priester und Anthropologe und gehört zu den führenden Menschenrechtlern für die Ureinwohner in seinem Land.

## Leben
Abel Barrera Hernández wurde in Tlapa de Comonfort im mexikanischen Bundesstaat Guerrero, als eines von vier Kindern, geboren. Er studierte zwischen 1982 und 1994 zunächst Theologie und später Anthropologie an der Escuela Nacional de Antropología y Historia in Mexiko-Stadt.
Er steht der Befreiungstheologie nahe. 1994 gründete er das Centro de Derechos Humanos de la Montana, das „Zentrum für die Menschenrechte“, in den Bergen in Tlachinolla. Dieses Zentrum setzt sich für die Rechte der verfolgten Ureinwohner Mexikos ein und konnte unter anderem vor internationalen Gerichten Erfolge erreichen. Die Organisation wird von mehreren kirchlichen und nicht-kirchlichen Organisationen unterstützt. Seit über zehn Jahren erhält Abel Barrera Hernández Morddrohungen.
Im Mai 2011 wurde Abel Barrera Hernández mit dem Amnesty International Menschenrechtspreis der deutschen Sektion von Amnesty International ausgezeichnet.

## Auszeichnungen (Auswahl)
- Washington Office on Latin America|WOLA Human Rights Award, 2009
- Robert F. Kennedy Human Rights Award, 2010
- Amnesty International Menschenrechtspreis, 2011

## Medienecho (Auswahl)
- Simon Benne: „Die Regierung arbeitet mit den Verbrechern zusammen“ / Die Ermordung von 43 Studenten stürzt Mexiko in eine Krise – Menschenrechtler wie Abel Barrera Hernández prangern seit Langem die Nähe von Staat und Mafia an, in: Hannoversche Allgemeine Zeitung (HAZ) vom 11. November 2014, S. 3.